# Neher-Elseffer House

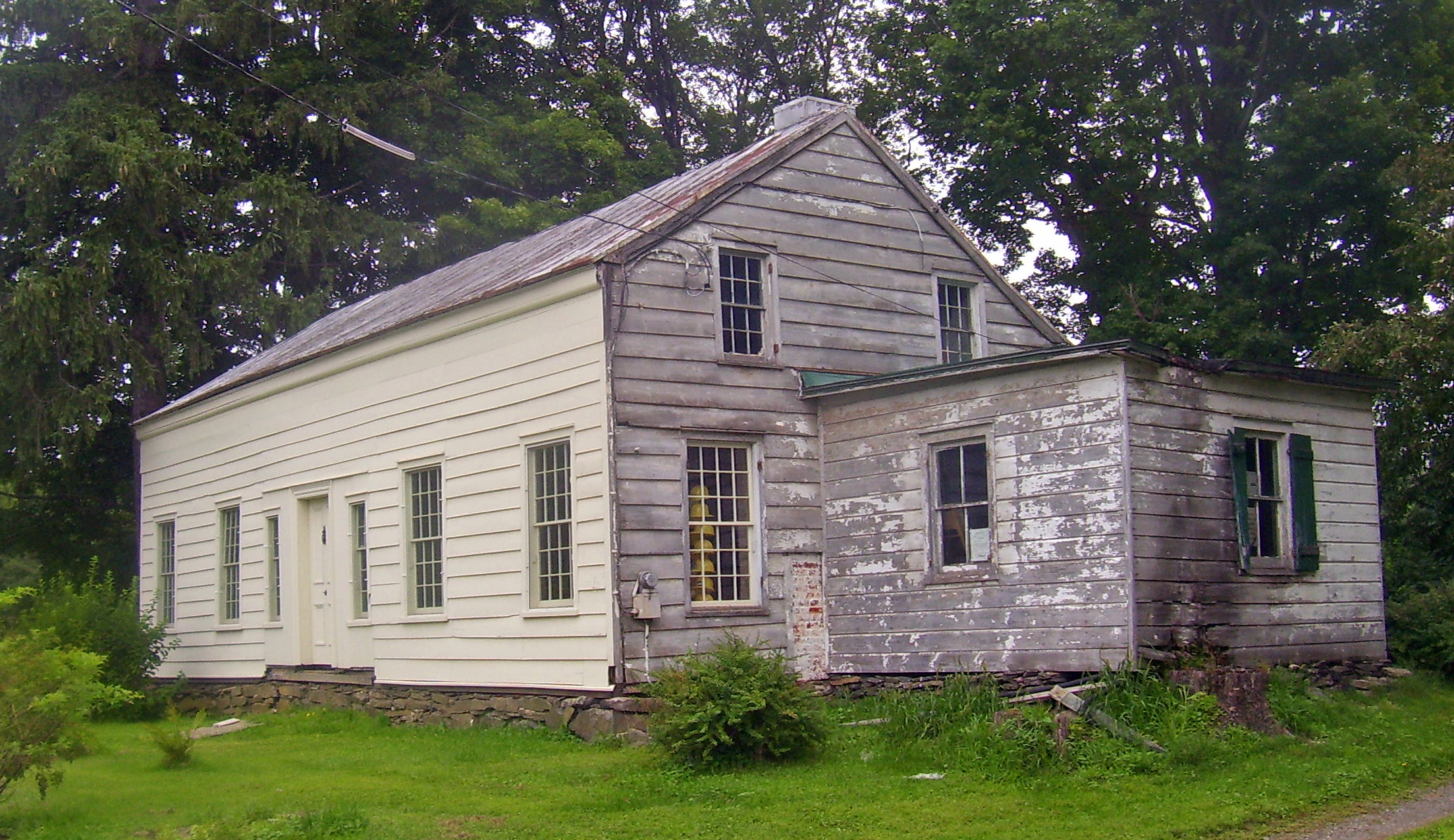
Westansicht und Südprofil. Die Ausbesserungen nach dem Feuerschaden sind erkennbar (2008).

Das Neher-Elseffer House ist ein Wohnhaus am U.S. Highway 9 in Rhinebeck, New York, nördlich der Kreuzung mit der  New York State Route 9G gelegen. Es wurde 1746 in Holzständerbauweise errichtet und ist Rhinebeck und Umgebung eines der seltenen Bauwerke aus der Zeit vor dem Amerikanischen Unabhängigkeitskrieg, das in dieser Bauweise entstand. Der heutige Zustand spiegelt die Renovierungen wider, die um 1800 vorgenommen wurde; das Innere des Gebäudes wurde in den 1830er Jahren verändert. Das Anwesen gehört der Stadt und wird als Lagerraum genutzt. Es wurde im Jahre 2000 durch einen Brand beschädigt, was zu Renovierungen und Reparaturen führte. 2003 wurde es in das National Register of Historic Places aufgenommen.

## Bauwerk
Das Saltbox-Haus steht auf einem mit Bäumen bewachsenen Grundstück an der Ostseite des U.S. Highways 9. Das rund einen halben Hektar große Grundstück ist der Rest einer ursprünglich viel größeren Farm. Es handelt sich um ein eineinhalbstöckiges Gebäude in Holzrahmenbauweise auf einem steinernen Sockel. Der Hauptblock ist 12,3 Meter lang und 10,8 Meter breit. Ein 4 Meter langer Seitenflügel mit Flachdach befindet sich an der Südseite.
Das Satteldach des Hauses ist als Stehfalzdach ausgeführt. Die Fassade der Vorderseite ist mit moderner Stülpschalung verkleidet, die angebracht wurde, nachdem ein Feuer im Jahre 2000 die ursprüngliche Fassade aus Schindeln zerstörte. Der Haupteingang befindet sich in der Mitte der Frontseite. Er führt zu einer kleinen zentralen Halle mit größeren Räumen auf beiden Seiten und einem entsprechenden Ausgang an der Rückseite. Dort befindet sich auch eine Treppe zum Obergeschoss.
Die Räume werden nicht bewohnt und dienen zurzeit als Lager. Am Nordende wurde wegen der Beschädigungen durch den Brand ein offener Kamin und die ursprüngliche Kamineinfassung entfernt. Auch das Obergeschoss wurde schwer beschädigt. Der Keller hat am ehesten den originalen Charakter von allen Räumen im Haus behalten. 2003 wurde das Haus in das National Register of Historic Places aufgenommen.
Auf dem Grundstück gibt es ein Nebengebäude, einen Schuppen mit Satteldach. Dieser gilt als beitragend, da er um den Rest eines älteren Schuppens entstand, der nach der Inschrift auf seinem zentralen Stützbalken um 1770 erbaut wurde. Auf dem hinteren Teil des Grundstücks befinden sich noch die Überbleibsel eines weiteren Schuppens und eines Brunnens.

## Geschichte
Der erste bekannte Bewohner des Hauses war Franz Neher, einer der ersten Siedler aus der Pfalz in der Gegend. Er war als kleiner Junge mit seinem Vater aus Birkenfeld nach New York gekommen. Karls Name erscheint in den Steueraufzeichnungen der Region bis zu seinem Tod 1733. Franz war während des Franzosen- und Indianerkrieges Hauptmann und wurde später Schuhmacher.
Die Aufzeichnungen des Landbesitzers Robert Livingston zeigen, dass ein Ludowick Elseffer 1762 Pächter des Anwesens wurde, das damals 19,5 Hektar umfasste. Seine Nachkommen besaßen das Anwesen bis zu dem letzten Bewohner, Karen Losee. Sie modifizierten die Fassade um 1800 und erneuerten das Innere des Gebäudes in den 1830er Jahren. Dabei wurde die Treppe in den hinteren Gebäudeteil verlegt und die Decken wurden verputzt. Der Südflügel wurde 1872 hinzugefügt. Nachdem das Haus schon leer stand, wurde es 2000 durch einen Brand zerstört. Die Vorderfassade musste neu verkleidet und der Kamin an der Nordseite entfernt werden.
Das Anwesen wurde später dem Quitman Resource Center gestiftet, das die Restaurierung des Hauses plant, um darin ein historisches Museum einzurichten. Im Jahre 2002 hat die Preservation League of New York State einen Zuschuss gegeben, um eine Untersuchung der historischen Bausubstanz durchzuführen und zwei Jahre später gab der Bundesstaat 25.000 US-Dollar in Form eines Matching Fonds für die Restaurierung der Rückwand und für eine archäologische Untersuchung des Grundstücks.